# San Miguel Progreso
San Miguel Progreso är en ort i Mexiko.   Den ligger i kommunen Heroica Ciudad de Tlaxiaco och delstaten Oaxaca, i den sydöstra delen av landet, 290 km sydost om huvudstaden Mexico City. San Miguel Progreso ligger 2 350 meter över havet och antalet invånare är 382.
Terrängen runt San Miguel Progreso är kuperad åt nordost, men åt sydväst är den bergig. Runt San Miguel Progreso är det ganska glesbefolkat, med 43 invånare per kvadratkilometer. Närmaste större samhälle är Heroica Ciudad de Tlaxiaco, 16,4 km nordost om San Miguel Progreso. I omgivningarna runt San Miguel Progreso växer huvudsakligen savannskog.